# Gouden handdruk
Een gouden handdruk is een premie voor de beëindiging van een arbeidsovereenkomst. De opbouw bestaat uit een of enkele bruto-jaarsalarissen (afhankelijk van het aantal dienstjaren), aangevuld met een bedrag dat partijen afspreken om imagoschade te compenseren en juridische procedures te vermijden. Het is iets anders dan een ontslagvergoeding.

## Nederland
Met dat al kan het bedrag van een gouden handdruk behoorlijk oplopen. Enkele gevallen kregen de afgelopen jaren aandacht in de Nederlandse media. In 1996 kreeg procureur-generaal Rutger van Randwijck, die aftrad na de IRT-enquête, een gouden handdruk van een half miljoen gulden en doorbetaling tot zijn pensioen. Twee jaar later werd het ontslag van Arthur Docters van Leeuwen, voorzitter van het college van procureurs-generaal, afgekocht met 2,5 jaarsalarissen. Ook in het bedrijfsleven werden hoge bedragen betaald, onder andere bij Ahold, Getronics en de Nederlandse Spoorwegen.
Deze hoge bedragen kunnen aanleiding zijn tot ophef bij het publiek, met name wanneer deze bestuurder naar algemene mening onvoldoende heeft gefunctioneerd of het bedrijf zelfs schade heeft berokkend. Het wordt als uiterst onrechtvaardig ervaren dat een bestuurder honderdduizenden tot miljoenen euro meekrijgt, terwijl werknemers hun baan kwijtraken. Een voorbeeld is het ontslagvergoedingspakket van 3 miljoen euro dat Erik Staal als scheidend bestuurder van corporatie Vestia meekreeg, terwijl hij verantwoordelijk werd gehouden voor miljardenschade ten gevolge van derivatenhandel. Wanneer deze gouden handdruk echter berust op contractuele afspraken is deze juridisch afdwingbaar en heeft het bedrijf of de instelling, tenzij de bestuurder vrijwillig van de vergoeding afziet, geen andere keuze dan het bedrag uit te keren. Een ander voorbeeld die veel stof deed opwaaien in de media en politiek, was het vertrek van Rijkman Groenink bij de ABN AMRO Group na de fusie die afgedwongen werd door een klein deel van de aandeelhouders in 2007, hij kreeg daarbij € 4,3 miljoen euro mee bij zijn vertrek, exclusief de toegekende opties en aandelen.
De ophef over de gouden handdrukken zorgde ervoor dat sommige bestuurders vrijwillig van een ontslagvergoeding afzagen. Dat deden bijvoorbeeld Hilbrand Nawijn, toen hij in 2002 opstapte bij de Immigratie- en Naturalisatiedienst (IND), en Tjibbe Joustra die in 2004 opstapte als bestuursvoorzitter van de uitkeringsinstantie UWV.
De Wet normering topinkomens bepaalt onder meer dat topfunctionarissen in de publieke en semipublieke sector met hun werkgever geen uitkeringen wegens beëindiging van het dienstverband mogen overeenkomen die gezamenlijk meer bedragen dan bepaalde maxima: het totaal mag niet meer zijn één jaarsalaris, en bovendien niet meer dan de deeltijdfactor maal € 75.000. Daarbij worden niet meegerekend de uitkeringen op basis van de Werkloosheidswet of een ander wettelijk voorschrift, en ook niet uitkeringen die voortvloeien uit een algemeen verbindend verklaarde collectieve arbeidsovereenkomst. Het "bovenwettelijk deel van de WW-uitkering" telt ook niet mee.

## België
In België ontstond in 2008 ophef over de gouden handdrukken (ook wel gouden parachute genoemd) van bankiers als Votron, Verwilst, Miller en Mittler en van topfunctionarissen. Naar aanleiding hiervan en na initiatief van sp.a-volksvertegenwoordiger Bruno Tuybens wil de Belgische regering de gouden handdruk beperken tot maximaal 12 maanden loon.